# Autopista Valle-Coche
La autopista Valle-Coche es una de las vías de transporte más importantes de la ciudad de Caracas, Venezuela.

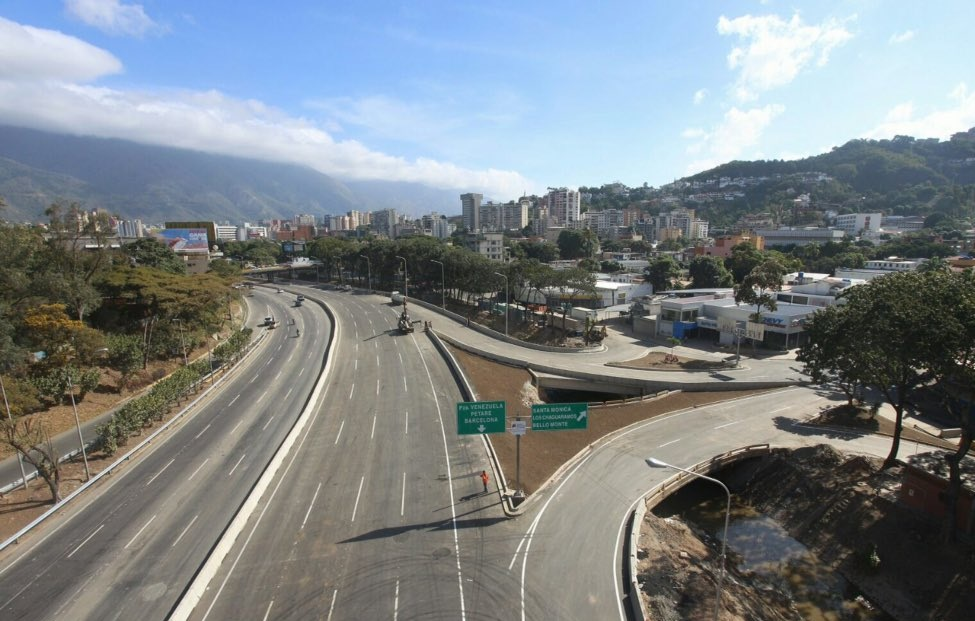
Vista de la Autopista Valle Coche tras su ampliación en 2015

## Historia
Aunque fuera planificada e iniciada por Eleazar López Contreras, Isaías Medina Angarita y el Trienio Adeco, su construcción fue continuada durante la dictadura de Marcos Pérez Jiménez.

### Ampliación
Al ser la autopista Valle-Coche una de las principales vías de acceso a la ciudad de Caracas y paso obligatorio del tránsito vehicular entre el oriente y el occidente del país, el Ministerio del Poder Popular para el Transporte Terrestre y Obras Públicas, bajo la dirección del ministro Haiman El Troudi, inició en marzo de 2015 un proyecto macro de ampliación de esta vía por un tramo de 7 kilómetros entre El Valle y el distribuidor El Pulpo que conecta con la autopista Francisco Fajardo.
En este proyecto se avanzó en la ampliación de los canales de circulación entre el sector Longaray en El Valle hasta el Distribuidor La Bandera, lugar en el que comenzó la construcción del viaducto de 3.5 kilómetros para el tramo sur-norte, el más largo del país y que estaría asentado sobre el lecho del río El Valle.
Con una inversión de BsF. 1 256 677 000,00 representó la mayor intervención en infraestructura vial en la ciudad capital,[cita requerida] con la participación de más de 3 mil trabajadores. La obra se ejecutó tanto en horas diurnas como nocturnas para acelerar el proceso y disminuir el tiempo de restricción vehicular en la zona.
Al culminar la obra, la autopista se amplió a 8 canales, cuatro por cada lado y se incorporaron nuevos accesos de salida e incorporación con las calles paralelas tanto en El Valle, como al paseo La Nacionalidad y Santa Mónica, para disminuir el impacto vehicular.
Estas obras lograron mejorar el flujo vehicular diario para los usuarios de los Altos Mirandinos que conectan con la Carretera Panamericana y también para quienes se desplazan desde o hacia los Valles del Tuy en el tramo Miranda de la Autopista Regional del Centro, donde reside una importante cantidad de personas que trabajan o estudian en Caracas. En estimado unos 250 mil vehículos particulares, de transporte público y carga pesada transitan diariamente por la autopista.
Debido a la complejidad de la obra, su inauguración sobrepasó el tiempo estimado inicialmente y fue habilitada un mes después de los previsto el 21 de diciembre de 2015.

## Descripción
Comunica a través del Distribuidor El Pulpo la Autopista Francisco Fajardo con el centro-occidente del país a través de la Autopista Regional del Centro. Recibe su nombre por dos de los principales sectores que atraviesa la parroquia Coche y la parroquia el Valle que son 2 de las 22 parroquias que conforman el municipio libertador en el Distrito Capital y al oeste del Distrito Metropolitano de Caracas.
Por años uno de los principales cuellos de botella de la capital venezolana, en 2014 fue inaugurada una conexión con el distribuidor la Araña y en 2015 fue sometida a una proceso de ampliación que va desde el Distribuidor La Bandera hasta el Distribuidor El Pulpo e incluye la construcción del viaducto para una autopista más largo que se haya construido en el país a la fecha. El nuevo viaducto pasa por encima de una estación del sistema Buscaracas.
Casi paralela a la autopista se encuentra la línea 3 del metro de Caracas con estaciones como Plaza Venezuela, El Valle, Coche o La Rinconada.
Por la vía circulan alrededor de 120 mil vehículos diariamente y gracias a ella se puede acceder a lugares tan emblemáticos de la capital venezolana como el Poliedro de Caracas, el Hipódromo de la Rinconada, el Tren Caracas-Cúa o Plaza Venezuela.  

## Críticas al Proyecto
La construcción de los pilares del viaducto en el lecho del río El Valle generó críticas por parte de algunos ingenieros y especialistas, quienes cuestionaron la presencia de las columnas en los tramos más angostos del río, particularmente en el sector Los Chaguaramos.
El proyecto contempló la ampliación del canalización del río el valle como solución de ingeniería a la colocación de pilares en el río, los trabajos se realizaron por etapas. El último tramo de ampliación del canal del río fue inaugurado el 27 de abril de 2018, tras de lo cual no se han registrado eventos de desbordamiento de aguas en la autopista a la altura de los Chaguaramos.

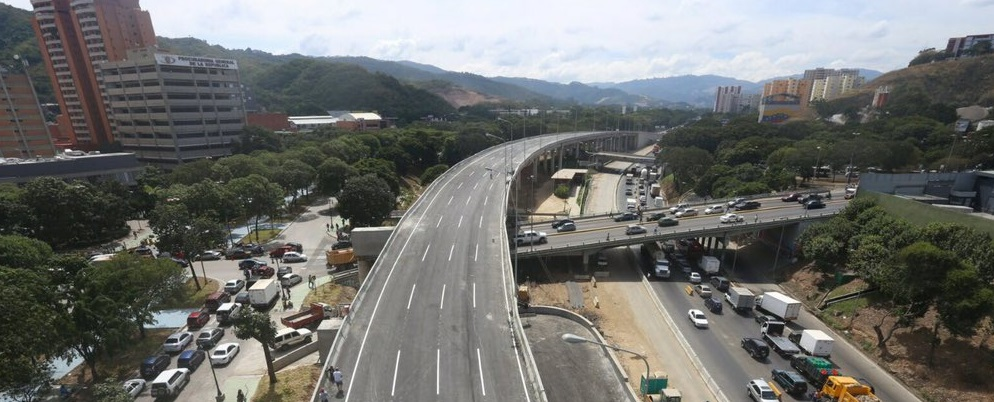
Vista del Viaducto Valle Coche el más largo del país en su tipo

## Impacto en el Entorno
Antes de la construcción del viaducto la comunidad informal Los Chaguaramos asentada bajo el Distribuidor El Pulpo, fue desalojada y sus habitantes incorporados a proyectos urbanísticos de la Gran Misión Vivienda Venezuela.
En materia ambiental, se activó un plan especial de traslado de vegetación dentro de los espacios afectados a otras ubicaciones, con la finalidad de evitar un daño significativo al patrimonio vegetal de la ciudad. En materia cultural y de patrimonio histórico, cuenta con una escultura de siete metros elaborada por artista Giovanny Gardeliano.

## Detalles Técnicos de la Obra
Inversión: BsF 1 256 677 000,00[cita requerida]
Tiempo de ejecución de la obra: 9 meses
Materiales: Concreto Armado, Acero, Asfalto
Longitud de las obras: 7 kilómetros aproximadamente.
Largo del viaducto: 3.5 kilómetros aproximadamente
Ancho del viaducto: 30 metros aproximadamente